# Katthult (Vimmerby)

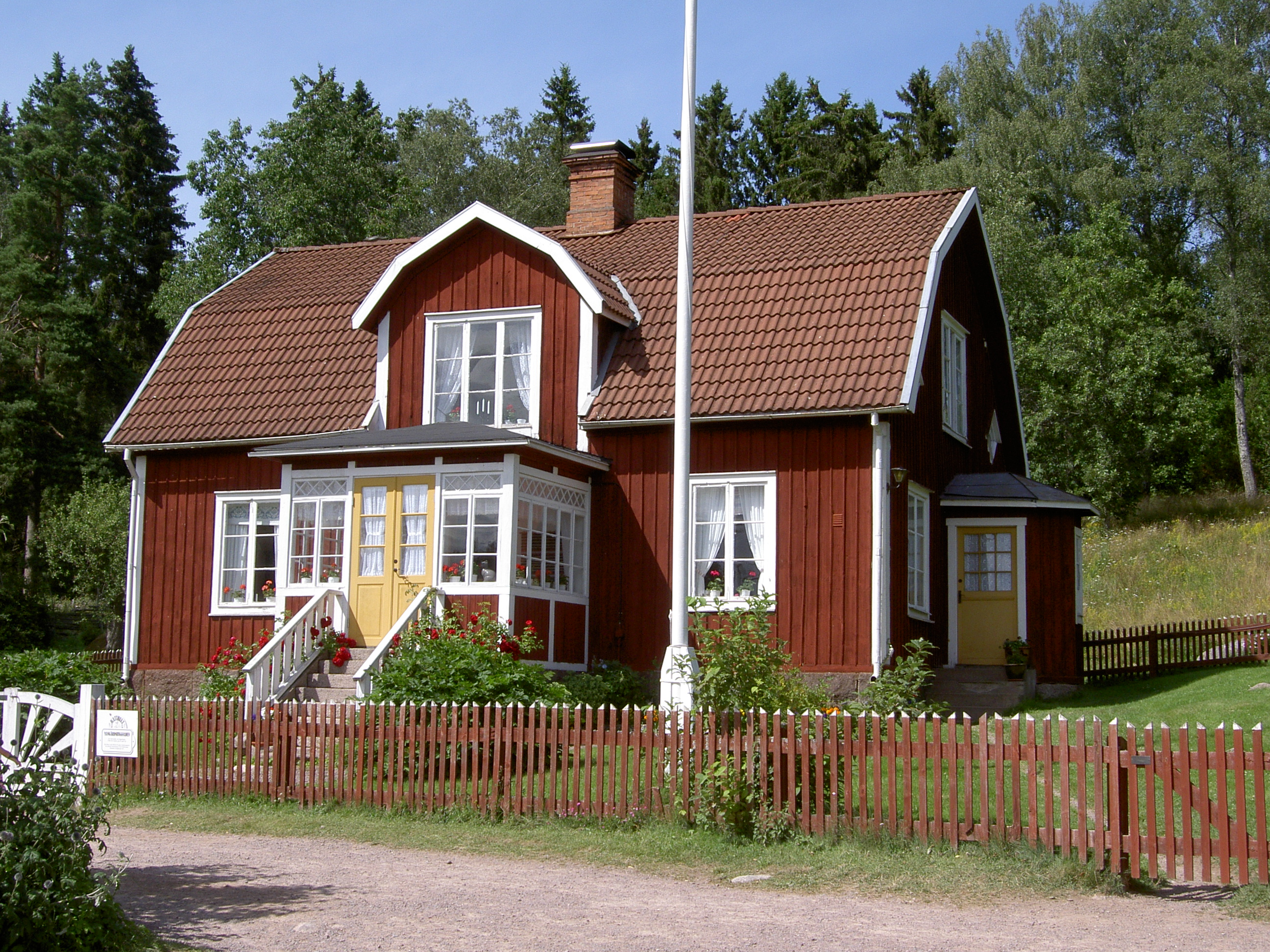
Das Haupthaus des Hofes

Katthult ist ein Bauernhof im Süden von Gibberyd, einem Ortsteil des Kirchspiels Rumskulla der Gemeinde Vimmerby in Småland in Schweden.
Im Gehöft spielt der Kinderroman Michel aus Lönneberga. Das ursprünglich namenlose Anwesen wurde in den 1970er Jahren von den Besitzern für die Dreharbeiten zur gleichnamigen Fernsehserie zur Verfügung gestellt. Einzig der in der Romanvorlage vorkommende Tischlerschuppen musste zusätzlich errichtet werden. Der Hof trägt seit dem Jahr 2000 auch offiziell den Namen Katthult, was mit Katzenloch übersetzt werden kann.
Der literarische (fiktive) Katthult-Hof befindet sich in dem rund 10 Kilometer südöstlich liegenden Ort Lönneberga der angrenzenden Gemeinde Hultsfred.
Katthult ist im Sommer für Besichtigungen geöffnet und wird jährlich von etwa 50.000 Touristen besucht.